# Sem Limites pra Sonhar
Sem Limites pra Sonhar é um álbum de estúdio do cantor brasileiro Fábio Júnior, lançado pela CBS Records em fevereiro de 1987.A canção Sem Limites pra Sonhar (Reaching for the Infinite Heart), um dueto com a cantora Bonnie Tyler, foi lançada em dezembro de 1986 e alcançou o primeiro lugar nas rádios. Seu videoclipe estreou em 11 de janeiro de 1987 no programa Fantástico, da Rede Globo.
Outros singles do álbum foram Sem Peso e Sem Medida, Desejos e Delírios (que recebeu clipe do Fantástico), e Um Romance.
Segundo o Jornal do Brasil, com dados do NOPEM (Nelson Oliveira Pesquisa e Estudo de Mercado), na época o álbum alcançou o segundo lugar na lista de discos mais vendidos. O álbum vendeu 400 mil cópias.
De acordo com a pesquisa da Informa Som, realizada para o cálculo do pagamento de direitos autorais a compositores e intérpretes, "Sem Limites pra Sonhar" foi a música mais tocada no Brasil em março de 1986, com 1.123 execuções, além de alcançar a segunda posição em fevereiro (1.121 execuções) e a quarta em janeiro (1.015 execuções). Em 1988, recebeu o disco de prata em Portugal.

## Faixas
Lado A
| N.º | Título                                                     | Compositor(es)                                                         | Duração |  |
| 1.  | "Sem Limites pra Sonhar (Reaching for the Infinite Heart)" | Mariano Pérez, Carlos Gómez, Rosa Girón, Cláudio Rabello, Jeremy Brock |         |  |
| 2.  | "Sem Peso e Sem Medida"                                    | M. Pérez, C. Gómez, José Antonio García Morato, C. Rabello             |         |  |
| 3.  | "Uma Vez a Mais"                                           | Maurizio Fabrizio, C. Rabello                                          |         |  |
| 4.  | "Desejos e Delírios"                                       | Lula Barbosa, Ana Lúcia Heringer, Rubens Alarcon                       |         |  |
| 5.  | "Hoje-Amanhã"                                              | Emilio Aragón Álvarez , Mary Jamison, C. Rabello                       |         |  |

Lado B
| N.º | Título              | Compositor(es)                    | Duração |  |
| 1.  | "Um Romance"        | Maurizio Fabrizio, Ronaldo Bastos |         |  |
| 2.  | "Só Querer"         | Lula Barbosa                      |         |  |
| 3.  | "Vida Humana"       | M. Pérez, R. Girón, C. Rabello    |         |  |
| 4.  | "Depois Eu Explico" | Lula Barbosa                      |         |  |

## Tabelas
| Tabela musical (1987) | Melhor posição |
| --------------------- | -------------- |
| Brasil (Nopem)        | 2              |

| Tabela musical (1987) | Posição |
| --------------------- | ------- |
| Brasil (Nopem)        | 31      |

"La Opinion" é um jornal o qual a sede é em Los Angeles e publicava semanalmente as músicas mais tocadas e vendidas  nos países de língua latina e também nas principais cidades latino-americanas.
Las Canciones Populares en Latinoamérica
Single: "Sem Limites Pra Sonhar" Fábio Jr. e Bonnie Tyler.
| País/Região      | Posição | Referência |
| ---------------- | ------- | ---------- |
| Brasil           | 1       | [ 20 ]     |
| Rio de Janeiro   | 1       | [ 21 ]     |
| Assunção         | 1       | [ 22 ]     |
| Santiago (Chile) | 6       | [ 23 ]     |
| Montevidéu       | 7       | [ 24 ]     |